# Asthena undulata
Asthena undulata là một loài bướm đêm trong họ Geometridae.